# Nicky Robinson
Pour les articles homonymes, voir Robinson.

a Compétitions nationales et continentales officielles uniquement.

b Matchs officiels uniquement.
Dernière mise à jour le 19 mai 2017.
Nicholas John Robinson dit Nicky Robinson, né le 3 janvier 1982 à Cardiff, est un joueur de rugby à XV qui joue avec l'équipe du pays de Galles depuis 2003 évoluant au poste de demi d'ouverture.

## Biographie
Nicky Robinson dispute son premier test match le 16 août 2003 contre l'équipe d'Irlande. Il joue avec les Cardiff Blues en Coupe d'Europe et en Celtic league jusqu'en 2009 lorsqu'il rejoint le club de Gloucester. En 2011, il rejoint le club des London Wasps avant de s'engager avec le Bristol Rugby deux saisons plus tard. En janvier 2015, il s'engage pour trois saisons avec le club français d'Oyonnax. étant a infirmerie pour cause de discopathie qui est une maladie survenant avec l'âge qui touche un ou plusieurs disques intervertébraux, alors qu’il avait enchainé les titularisations et Régis Lespinas n’ayant commencé que deux matchs à l’ouverture sans vraiment convaincre, c’est le moment de découvrir le dernier venu de l’effectif en la personne de Rory Clegg. Débarqué à Oyonnax début novembre où il s’est engagé pour un an, l’Anglais a pour ambition d’apporter de nouvelles solutions et de nouvelles possibilités au jeu de l’USO qui manque parfois de cohérence USO l'a engagé en joker médical Rory Clegg ancien joueur de Newcastle Falcons des Harlequins Il a commencé la saison avec les Glasgow Warriors en tant que joker Coupe du monde.

## Palmarès
- Vainqueur de la Coupe anglo-galloise en 2011
- Finaliste de la Coupe anglo-galloise en 2009 et 2010

## Statistiques en équipe nationale
- 13 sélections
- 42 points (2 essais, 7 transformations, 5 pénalités, 1 drop)
- Sélections par année : 2 en 2003, 3 en 2004, 4 en 2005, 3 en 2006, 1 en 2009
- Tournois des Six Nations disputés : 2006